# Nazionale maschile di beach soccer dell'Ucraina
La nazionale di beach soccer dell'Ucraina (Збірна України з пляжного футболу) rappresenta l'Ucraina nelle competizioni internazionali di beach soccer. Essa è posta sotto l'egida della FFU, il massimo organo calcistico ucraino.